# Flughafen Ua Pou

i7
i11
i13
Der Flughafen Ua Pou (IATA-Code: UAP, ICAO-Code: NTMP), französisch Aérodrome de Ua Pou, ist ein Flughafen auf Ua Pou in Französisch-Polynesien. Der Flughafen liegt im Norden der Insel, elf Kilometer westnordwestlich des Inselhauptortes Hakahau. Die kurze Start- und Landebahn hat ein starkes Gefälle von 29 Meter in Richtung Küste.

## Fluggesellschaften und Ziele
Die einzige Fluggesellschaft, die den Flughafen im Linienbetrieb bedient, ist Air Tahiti.
| Fluggesellschaft | Ziele                      |
| ---------------- | -------------------------- |
| Air Tahiti       | Atuona, Nuku Hiva, Ua Huka |